# Serra de São Bento
Serra de São Bento este un oraș în Rio Grande do Norte, Brazilia.